# الرسم الهولندي المبكر

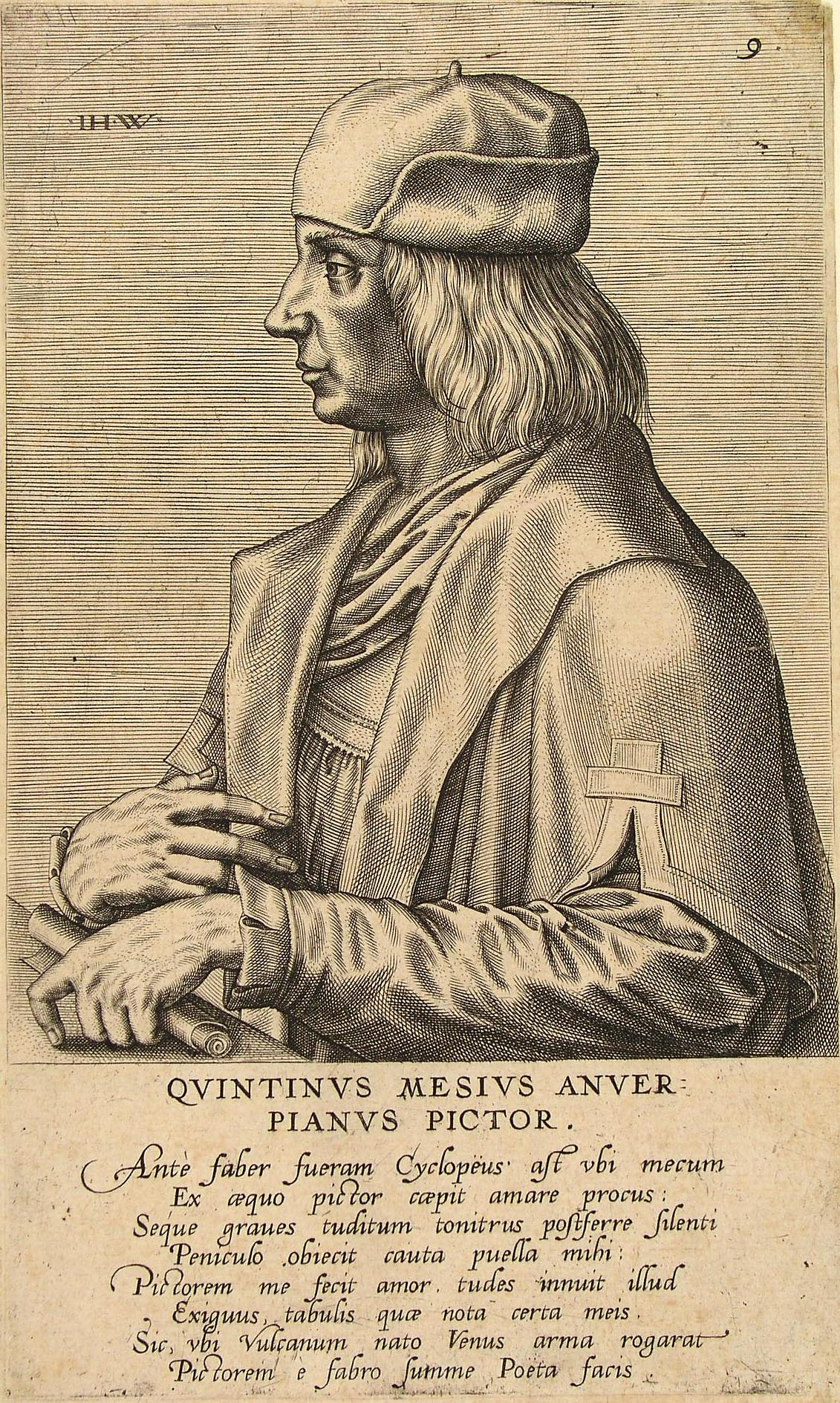
كوينتين ماتسيس رسامًا فلمنكيًا من فناني فنرة الرسم الهولندي المبكر. يعتبر مؤسس مدرسة أنتويرب للرسم ، التي أصبحت المدرسة الرائدة للرسم في فلاندرز في القرن السادس عشر. قدم تقنيات وزخارف جديدة بالإضافة إلى مواضيع الوعظ دون أن يخالف التقليد المتبع تمامًا.

بورتَرية رجَل يَرتدَيِ عمامةَ حمراءُ لوحة زيتية بريشة الرسام الهولندي المبكر يان فان إيك ، من عام 1433. المعرض الوطني ، لندن.

الرسم الهولندي المبكر هو أعمال لفنانين يُعرفون أحيانًا باسم الفلمنك البدائيين، كانوا موجودين في الأراضي المنخفضة البورغندية والهابسبورغية في الفترة التي شملت القرنين الخامس عشر والسادس عشر خلال عصر النهضة الشمالية، وكانوا فعالين على وجه خاص في المدن المزدهرة مثل بروج، وغنت، وميشيلين، ولوفان، وتورناي، إضافة إلى إقليم بروكسل. توجد جميع تلك المناطق في بلجيكا الحالية.
بدأت فترة الرسم الهولندي المبكر تقريبًا في عشرينيات القرن الخامس عشر مع روبرت كامبين ويان فان إيك، واستمرت على الأقل حتى وفاة خيرارد دافيد في عام 1523، على الرغم من أن العديد من الباحثين مددوها حتى بداية الثورة الهولندية في عام 1566 أو 1568 (تطرقت الدراسات الاستقصائية المرموقة الخاصة بمؤرخ الفن ماكس جاكوب فريدلاندر للرسام الفلمنكي بيتر بروغل الأكبر). تتزامن فترة الرسم الهولندي المبكر مع فترة النهضة الإيطالية المبكرة والنهضة الإيطالية العليا، لكن الفترة المبكرة (التي استمرت لعام 1500 تقريبًا) تُعتبر فترة تطور فني مستقلة، بمعزل عن نشاط النهضة الإنسانية الذي ميز التطورات الفنية في إيطاليا، على الرغم من أنه مع بدايات تسعينيات القرن الخامس عشر، بدأت أعداد متزايدة من الفنانين الهولنديين، وغيرهم من الفنانين الشماليين، في السفر إلى إيطاليا، وبالتالي أدرجت مُثُل عصر النهضة وأساليبه الفنية في اللوحات الشمالية. نتيجة لذلك، غالبًا ما يُصنف الرسامون الهولنديون الأوائل على أنهم ينتمون لكلا عصري النهضة الشمالية والقوطية المتأخرة أو الدولية.

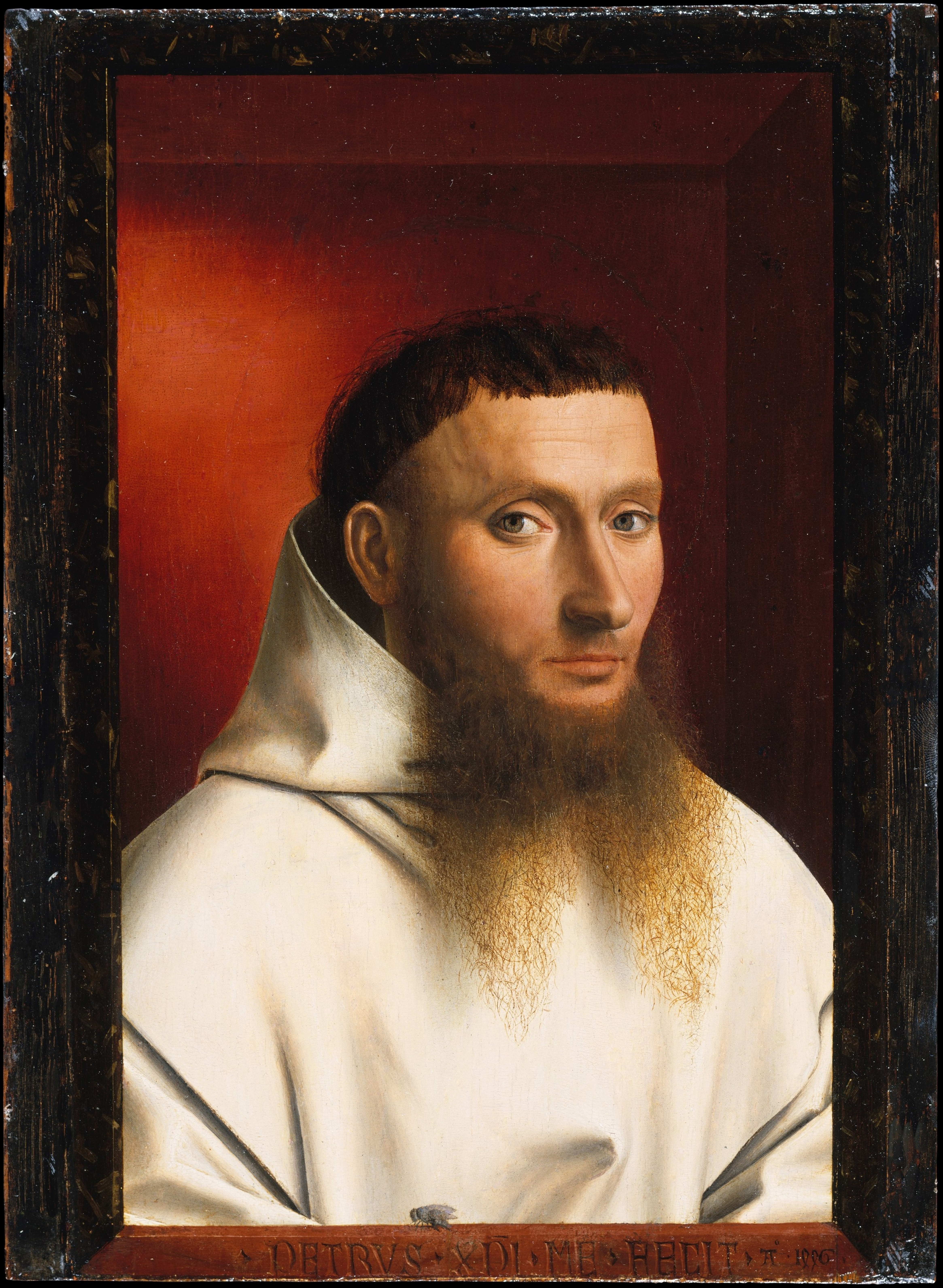
بورتَريه رَاهِب كارثوسِي، لَوحة زَيتية عَلى لَوح مِن خَشب البَلوط بريشة الرَسام الهُولندي المُبكر، «بيتروس كريستوس» عام 1446. يُنظر إليها على أنَه تُحفة فَنية للرَسم الهٌولَندي المٌبكر. العَمل جُزء من مَجموعة جول باش المَوجودة فِي مُتحف مِتروبوليتان للفُنون في مَدينة نِيويورك.

كان من أبرز الرسامين الهولنديين: كوينتين ماتسيس، روبرت كامبين، ويان فان إيك، وروجير فان در فايدن، وديريك باوتس، وبيتروس كريستوس، وهانس ميملنغ، وهوجو فان در، وهيرونيموس بوس. حقق هؤلاء الفنانون تطورات هائلة في التمثيل الطبيعي وفي فن الخداعية، ويتميز عملهم عادة بأيقونغرافيا معقدة. عادةً ما كانت مواضيع رسمهم مشاهد دينية أو لوحات بورتريه صغيرة، وكانت اللوحات السردية والموضوعات المتعلقة بالميثولوجيا نادرة نسبيًا. غالبًا ما وصفت المناظر الطبيعية بسخاء، لكنها أُحيلت كتفاصيل في الخلفية، إذ كان هذا الأسلوب الفني السائد حتى أوائل القرن السادس عشر. كانت الأعمال الفنية في الغالب لوحات زيتية، إما كأعمال فردية أو لوحات مذبح -محمولة أو ثابتة - أكثر تعقيدًا، والتي تكون على شكل لوح مزدوج، أو لوح ثلاثي، أو لوح متعدد الجوانب. تشتهر هذه الفترة أيضًا بالمنحوتات وأقمشة النجود والمخطوطات المُذَهَّبة والزجاج المعشق وروافد المذابح المنقوشة.
كانت الأجيال الأولى من الفنانين نشطة خلال ذروة النفوذ البورغندي في أوروبا، تزامنًا مع تحقق البلدان المنخفضة كالمركز السياسي والاقتصادي لشمال أوروبا، والتي تميزت بمصنوعاتها ومنتجاتها الفاخرة. بيعت لوحات ومجموعات متنوعة من المصنوعات إلى الأمراء أو التجار الأجانب من خلال إشراك القطاع الخاص أو أكشاك السوق، وكان ذلك بمساعدة نظام ورشة العمل. تدمرت غالبية الأعمال الفنية خلال موجات تحطيم الأيقونات في القرنين السادس عشر والسابع عشر، ولم ينج منها حتى يومنا هذا سوى بضعة آلاف من الأمثلة.
لم يكن الفن الشمالي المبكر موضع تقدير جيد في العموم في الفترة بين أوائل القرن السابع عشر ومنتصف القرن التاسع عشر، ولم يوثق الرسامون أو أعمالهم بشكل جيد حتى منتصف القرن التاسع عشر. قضى مؤرخو الفن نحو قرن كامل في تحديد الخصائص، ودراسة الأيقونغرافيا، وتعيين معالم تفصيلية مجردة لحياة الفنانين الكبار. ما زالت خصائص بعض الأعمال الأكثر أهمية قيد المناقشة. كانت منحة الرسم الهولندي المبكر واحدة من الأنشطة الرئيسية في تاريخ الفن خلال القرنين التاسع عشر والعشرين، وكانت موضع تركيز جوهري لاثنين من أهم مؤرخي الفن في القرن العشرين: ماكس جيه فريدلاندر (مؤلف كتاب من فان إيك إلى بروغل وسلسلة كتب الرسم الهولندي المبكر) وإروين بانوفسكي (مؤلف كتاب الرسم الهولندي المبكر).

## معرض صور

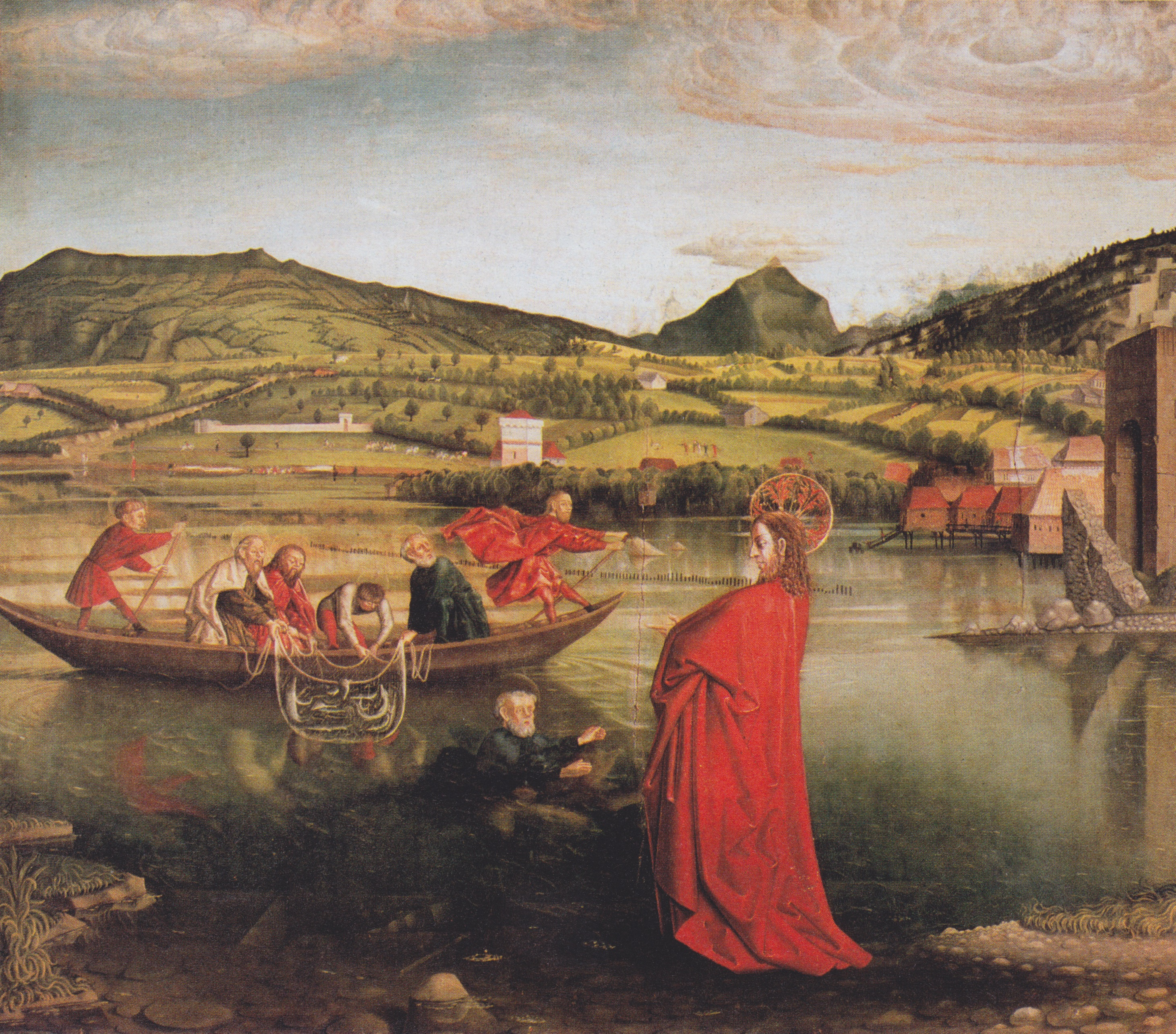
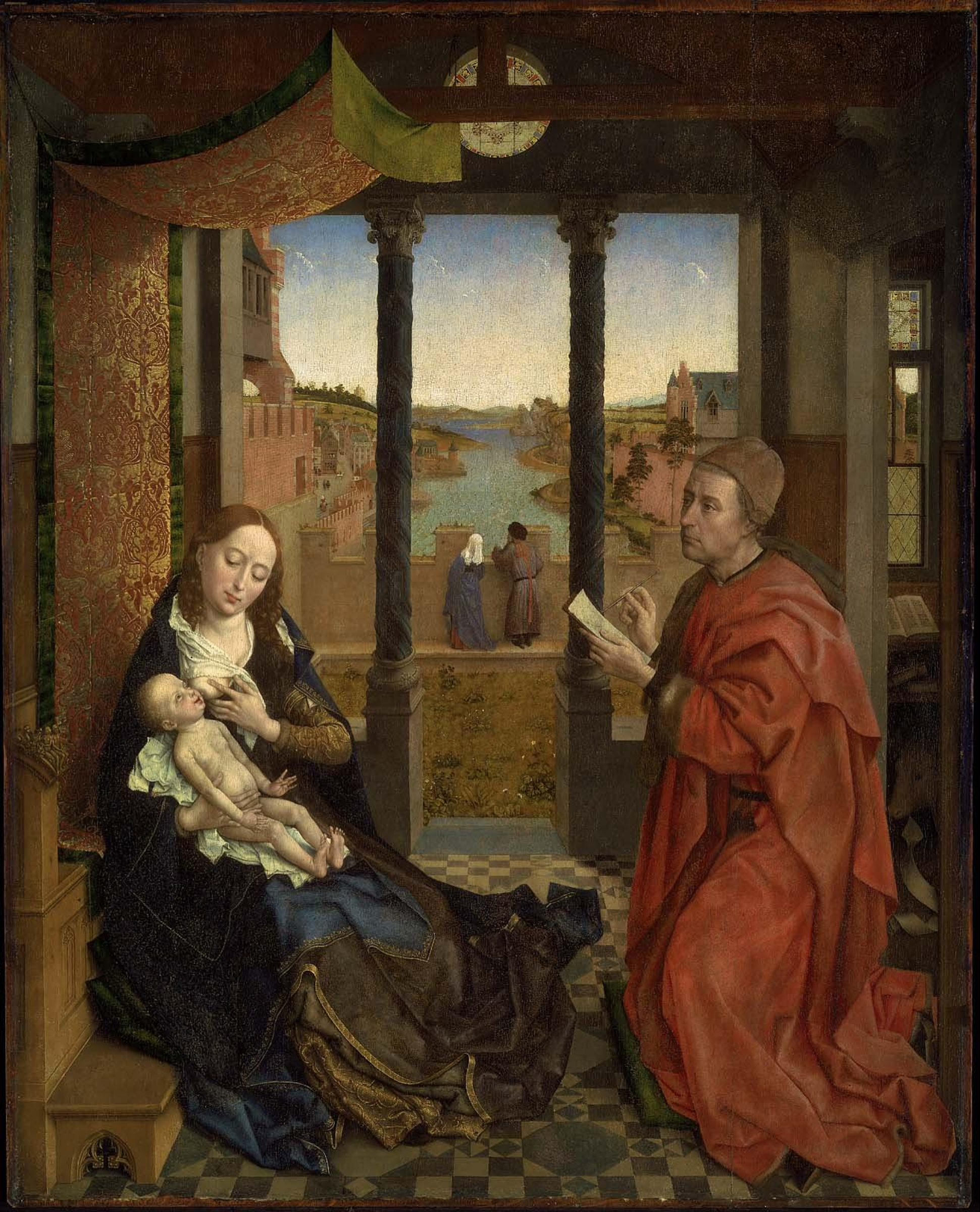
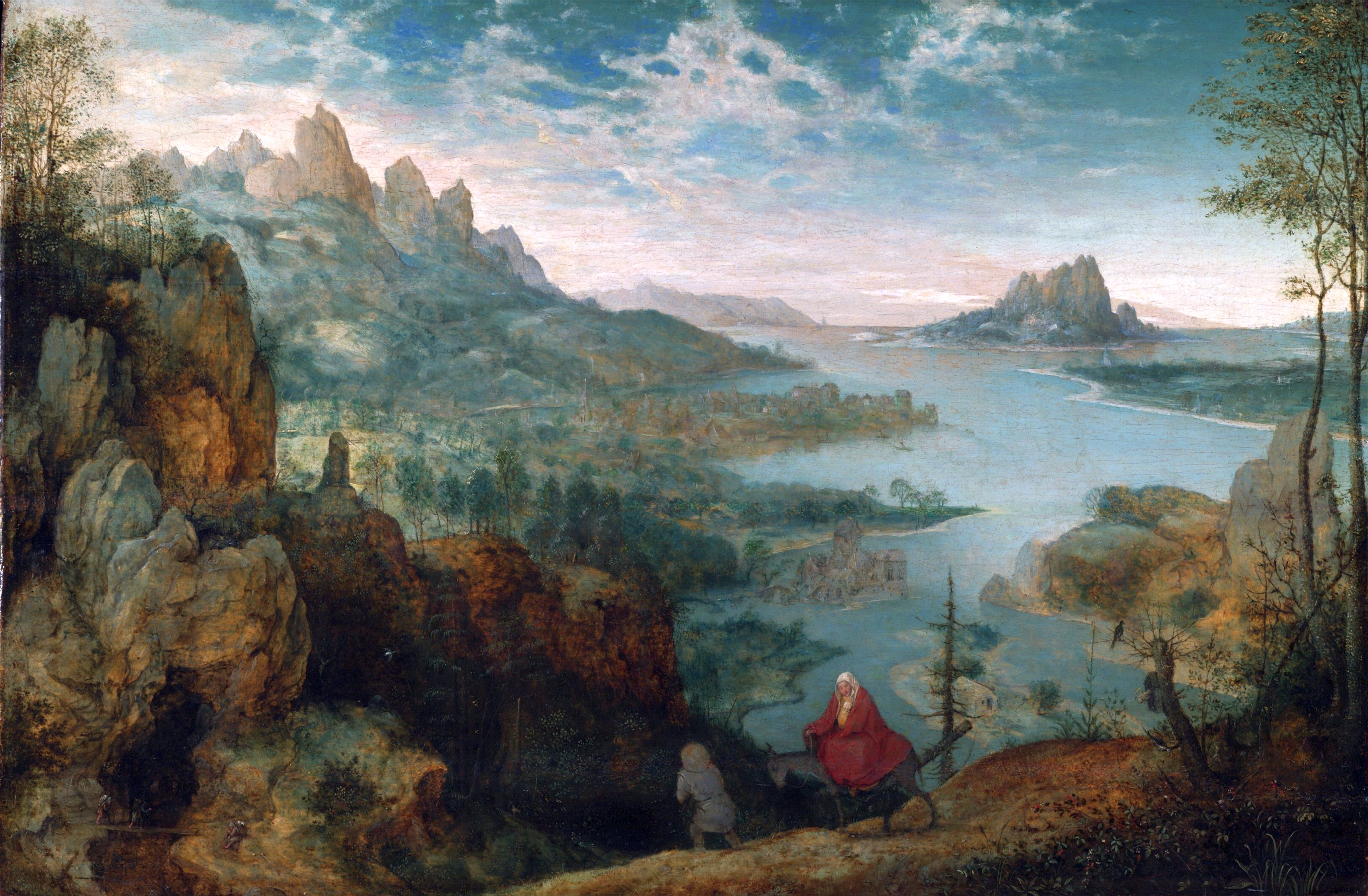
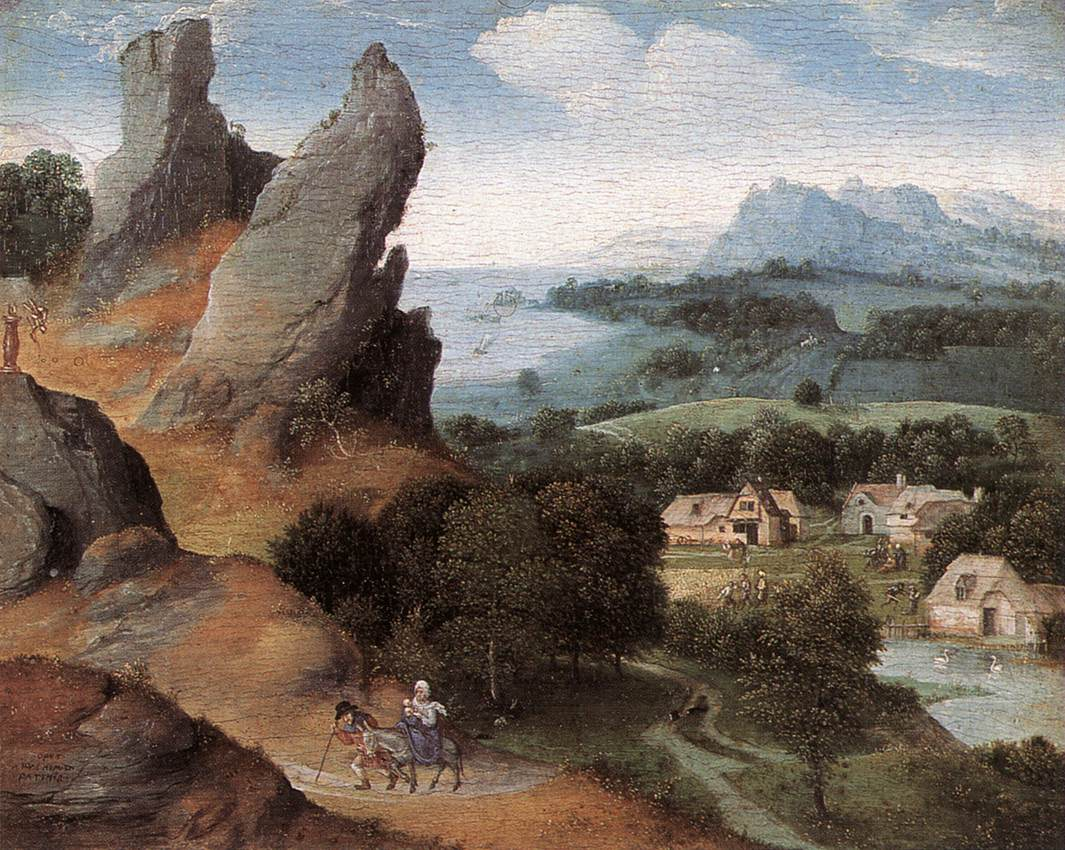